# Çandarlı Kara Halil Hayreddin Paša
Çandarlı Kara Halil Hayreddin Paša také známý jako Çandarlı Halil Paša Starší byl osmanský státník a velkovezír Osmanské říše.
Byl technicky prvním držitelem titulu velkovezír, do té doby jeho předchůdci zastávali rovnocenný úřad, avšak s jiným pojmenováním.
Byl prvním velkovezírem s vojenskou minulostí a první z rodiny Çandarlı, kteří tento úřad zastávali. V pozici velkovezíra získal v září roku 1364 hodnost kazaskera. Do roku 1922 byl nejdelším držitelem úřadu velkovezíra.
Je často zaměňován za svého vnuka Çandarlı Halil Pašu Mladšího, velkovezíra za vlády sultána Murada II.
Nástupcem v úřadu velkovezíra se stal jeho syn Çandarlı Ali Paša.
Zemřel 22. ledna 1387.